# 15 de Octubre
15 de Octubre är en ort i Mexiko.   Den ligger i kommunen Guasave och delstaten Sinaloa, i den västra delen av landet, 1 200 km nordväst om huvudstaden Mexico City. 15 de Octubre ligger 26 meter över havet och antalet invånare är 144.
Terrängen runt 15 de Octubre är platt. Runt 15 de Octubre är det ganska tätbefolkat, med 108 invånare per kvadratkilometer. Närmaste större samhälle är Guamúchil, 15,5 km öster om 15 de Octubre. Trakten runt 15 de Octubre består till största delen av jordbruksmark.